# 福島県道259号城下小高線
福島県道259号城下小高線（ふくしまけんどう259ごう じょうかおだかせん）は、福島県南相馬市内を通る一般県道である。

## 路線概要
- 起点：南相馬市小高区大町2丁目
- 終点：南相馬市小高区仲町1丁目
- 総延長：0.343Km[1]
  - 実延長：総延長に同じ
- 路線認定年月日：1959年8月31日[2]

小高城下と小高市街地を結ぶ短距離路線であり、路線名に「停車場」を含まない路線としては福島県道の中で最も短い。

### 道路施設
妙見橋
- 全長：66.9m
- 幅員：6.8m
- 竣工：1971年[3]

小高字城下から大町2丁目に至り、二級水系小高川を渡る。

## 通過する自治体
- 南相馬市

## 接続・交差する道路
- 福島県道260号北泉小高線（小高区仲町2丁目）
- 福島県道120号浪江鹿島線（小高区仲町1丁目 終点）

## 沿線
- 相馬小高神社
- 貴船神社